# Femme à la gandoura bleue
Femme à la gandoura bleue est un tableau réalisé par le peintre français Henri Matisse en 1951. Cette huile sur toile est le portrait d'une femme portant une gandoura de couleur bleue relevée de jaune, le modèle étant Carmen Leschennes, dite Katia ou Le Platane. L'œuvre est conservée au musée Matisse du Cateau-Cambrésis, dans le Nord, dans son acquisition en 1992.